# Cartir
Cartir ou Cirdir (em grego clássico: Καρτειρ ou Κιρδειρ; romaniz.: Karteir ou Kirdeir; em persa médio: 𐭪𐭫𐭲𐭩𐭫; romaniz.: Kardīr ou Kerdīr) foi um sacerdote zoroastrista poderoso e influente durante o reinado de quatro reis sassânidas no século III. Seu nome é citado nas inscrições de Sapor I (assim como no Feitos do Divino Sapor) e na inscrição de Paiculi de Narses. Cartir também teve suas próprias inscrições feitas na atual província de Fars (antiga Pérsis). Suas inscrições narram sua ascensão ao poder durante os reinados de Sapor I (r. 240–270), Hormisda I (r. 270–271), Vararanes I (r. 271–274) e Vararanes II (r. 274–293). Durante o breve reinado do filho e sucessor de Vararanes II, Vararanes III, Cartir estava entre os nobres que apoiaram a rebelião de Narses, que derrubou Vararanes III e subiu ao trono. Durante o reinado de Narses, Cartir desaparece na obscuridade, por não fazer nada digno de nota como sumo sacerdote.

## Nome
O nome de Cartir está escrito de várias maneiras nas gravuras: persa médio <kltyl, kltyly, krtyr, kltyr>, parta <krtyr>, grego Karteir e copta Kardel. O nome também foi usado no mundo iraniano do nordeste, sendo escrito <krt'yr> em sogdiano e como Kirdira em bactriano.

## Biografia

### Sob Sapor I e Hormisda I

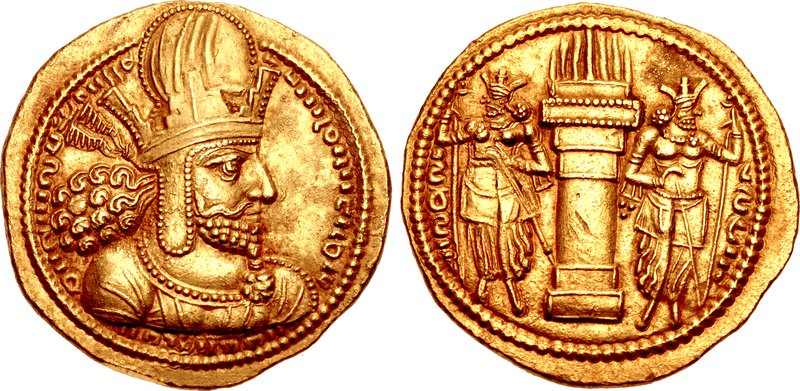
Dinar de

Cartir pode ter sido um eunuco, devido a ser retratado sem barba nos relevos sassânidas. Aparece pela primeira vez em registros históricos na inscrição de Sapor I no Cubo de Zaratustra, que provavelmente foi criada entre 260 e 262. Cartir é o único burocrata religioso mencionado na inscrição. Sapor I, um "zoroastrista morno", era conhecido por sua tolerância religiosa em relação a outras religiões. Embora admirasse os ensinamentos de sua própria religião e incentivasse o clero zoroastrista, Sapor I deixou judeus, cristãos, budistas e hindus praticarem livremente sua religião. Ele também foi amigável com o fundador do maniqueísmo, Manes, a quem ele permitiu pregar livremente e até mesmo ser um acompanhante em suas expedições militares.

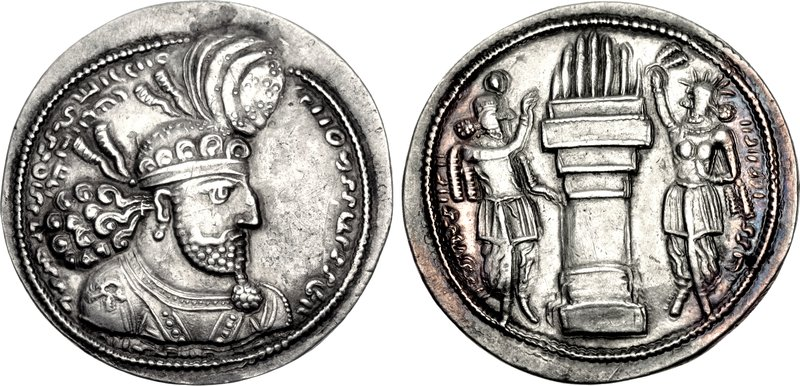
Dracma de

As práticas religiosas de Sapor I parecem ter sido um tanto incomuns, com sacrifícios de animais sendo feitos para a alma dos reis e rainhas da família sassânida. Isso presumivelmente parecia "pagão" para um sacerdote zoroastrista, que pode ter sido exatamente o que era a fé do xá. Cartir, que "detestava o sacrifício de animais", foi incapaz de impedir Sapor I de fazê-los. Sapor I morreu em 270, e foi sucedido por Hormisda I, que deu a Cartir roupas que eram usadas pela classe alta, a coroa e o cinto (culafe e camarbande) e o nomeou o sacerdote principal (mobade).
Hormisda I morreu no ano seguinte; Vararanes I, que nunca foi considerado candidato à sucessão do trono por seu pai, subiu ao trono com a ajuda de Cartir, cuja autoridade e influência haviam aumentado bastante. Vararanes I, então, fez um acordo com seu irmão Narses para renunciar ao seu direito ao trono em troca do governo da importante província fronteiriça da Armênia, que era constantemente a fonte de guerra entre os impérios romano e sassânida. Narses possuía o título de Vazurg Šāh Arminān ("Grande Rei da Armênia"), que foi usado pelo herdeiro do trono. No entanto, Narses ainda provavelmente via Vararanes I como um usurpador.

### Sob Vararanes I

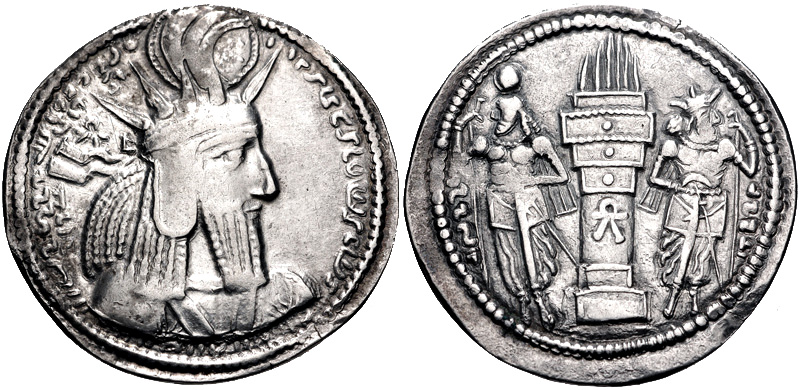
Dracma do

Os xás sassânidas anteriores haviam adotado uma política de tolerância religiosa em relação às minorias não zoroastrianas no império. No entanto, com a adesão de Vararanes I ao trono, a ascensão da autoridade do sacerdócio zoroastrista e a crescente influência de Cartir, isso mudou; Quando Manes chegou à cidade de Bendosabora, houve muito tumulto, da mesma maneira que a entrada de Jesus em Jerusalém. Cartir, juntamente com outros sacerdotes zoroastristas, protestaram e fizeram com que Vararanes I aprisionasse Manes, condenando-o à morte em 274.
A morte de Manes foi seguida pela perseguição de seus seguidores por Cartir e pelo clero zoroastrista, que usaram a perseguição de minorias religiosas como um método para aumentar e espalhar sua vasta influência. Manes era visto pelo clero zoroastrista como filósofo heterogêneo e um pagão ameaçador que apresentava uma percepção obscura do zoroastrianismo, manchada por ideias não zoroastrianas (i.e., judaicas, budistas e cristãs). Com o apoio de Vararanes I, Cartir lançou as fundações de uma igreja estatal zoroastriana. Como resultado, Vararanes I foi aplaudido em fontes sassânidas como um "rei benevolente e digno". Seu filho Vararanes II o sucedeu como xá; ele pode ter sido auxiliado por Cartir para subir ao trono em vez de Narses. Isso provavelmente frustrou Narses, que havia sido negligenciado pela sucessão várias vezes.

### Sob Vararanes II, Vararanes III e Narses

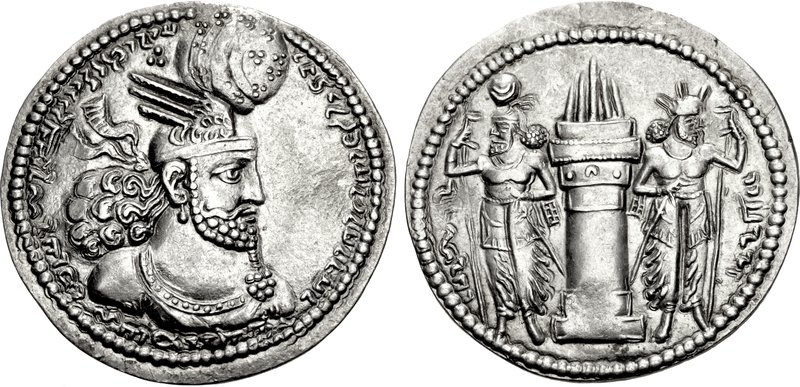
Dracma de Vararanes II

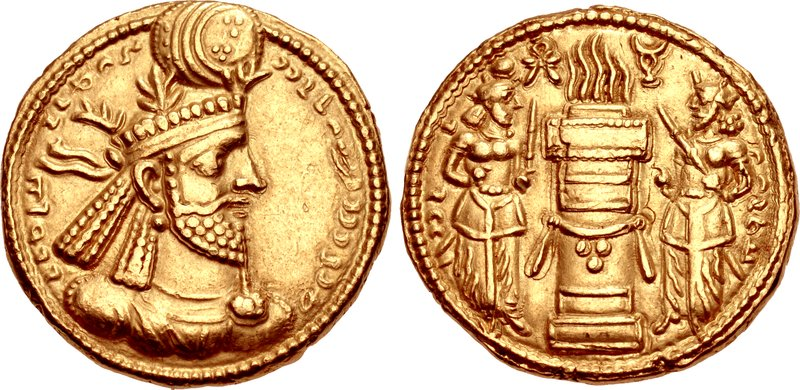
Dinar de Narses

Vararanes II, como seu pai, recebeu Cartir bem. Ele o viu como seu mentor, e entregou várias honras a Cartir, dando-lhe a patente de grandioso (uzurgã) e nomeando-o como juiz supremo (daduar) de todo o império, o que indica que dali em diante os sacerdotes receberam o cargo de juiz. Cartir também foi nomeado mordomo do Templo de fogo de Anaíta em Estacar, que originalmente estava sob os cuidados da família sassânida. Os reis sassânidas perderam grande parte de sua autoridade religiosa no império. A partir de agora, o clero serviu como juízes em todo o país, provavelmente com base em jurisprudência zoroastriana, com a expectativa de quando representantes de outras religiões tiveram conflitos entre si.
É, portanto, sob Vararanes II que Cartir se torna inquestionavelmente uma figura poderosa no império; o último alegou em sua inscrição que ele "derrubou" as minorias não zoroastrianas, como cristãos, judeus, mandeanos, maniqueístas e budistas. Segundo o historiador moderno Parvaneh Pourshariati: "não é claro, no entanto, até que ponto as declarações de Cartir refletem a implementação real, ou, nesse caso, o sucesso, das medidas que ele deveria ter promovido". De fato, fontes judaicas e cristãs, por exemplo, não fazem menção a perseguições durante esse período. Antes de Vararanes II, todos os xás sassânidas anteriores haviam sido "zoroastristas mornos". Ele morreu em 293 e foi sucedido por seu filho Vararanes III.
Quatro meses após o reinado de Vararanes III, Narses foi convocado à Mesopotâmia a pedido de muitos membros da nobreza iraniana. Ele os conheceu na passagem de Paiculi, na província de Garamigue, onde foi firmemente aprovado e provavelmente também declarou-se xá pela primeira vez. As razões por trás do favorecimento nobre sobre Narses podem ter sido devidas à sua jurisdição como governador, à sua imagem como um defensor da religião zoroastriana e como uma seguradora da harmonia e prosperidade do império. Seus ancestrais da família sassânida provavelmente também tiveram um papel. Cartir foi um daqueles nobres que apoiaram Narses, o que é atestado na inscrição de Paiculi. O reinado de Narses marcou o retorno à política de tolerância religiosa praticada por seu pai. Cartir se torna obscuro nos registros históricos de Narses, devido a não fazer nada digno de nota como sumo sacerdote.

## Legado e avaliação
Segundo o historiador moderno Prods Oktor Skjærvø:

"Na literatura iranianianista e não-iranianista, houve uma tendência à elaboração e hipérbole. Vários estudiosos adotaram uma visão estrita e crítica do Cartir a partir de seu moderno, e tão irrelevante, ponto de vista".
Zaehner chamou Cartir de "fanático religioso de ardor bastante incomum", tendo em vista "o processo de intolerância iniciado e desenvolvido com zelo por Cartir". Russell o chamou de "um fanático implacável, Cartir, [que] promoveu o culto do estado xenofóbico", enquanto Folz se refere a ele como "fanático". Opiniões mais positivas sobre Cartir também são encontradas em fontes modernas, como Hinz, que o chamou de "homem espiritual ansiando por uma verdade religiosa que deve ser revelada a todos", enquanto Neusner descreveu "o entusiasmo do governo [sassânida] para o programa de Cartir".

### Visão
Cartir deixou quatro inscrições, as de Naqsh-e Rustam [KNRm], Sar Mashad [KSM], Naqsh-e Rajab [KNRb] e da Caaba de Zoroastro [KKZ]. Principalmente nas duas primeiras, ele legou a descrição de uma visão sobre o pós-vida zoroástrico, após seu pedido às divindades. Ela envolveu um ritual chamado ēwēn mahr; alguns interpretaram que teria ocorrido uma ascensão da alma de Cartir, enquanto outros, como Prods Oktor Skjærvø e Frantz Grenet, consideram o uso de intermediários: Skjærvø traduz o termo "lysyk" como crianças ou jovens que atuariam como médiuns, segundo o contexto. Há paralelos em fontes antigas e medievais de médiuns jovens que eram utilizados em adivinhação. Na descrição da visão, há referências a elementos escatológicos do zoroastrismo, como a ponte Chinvat, uma daena, o Céu e o Inferno, além de outras figuras. Segue-se um trecho segundo a tradução por Skjærvø:

"Então aqueles jovens que foram colocados em transe naquela "séance" disseram o seguinte: "Vemos um resplandecente cavaleiro principesco sentado em um excelente cavalo com um estandarte na mão. Agora um homem apareceu, sentado em um trono com ornamentos de ouro, que se parece com o duplo de Cirdir, e um pajem em pé [atrás dele]. Agora apareceu uma mulher, vindo do oriente, e jamais vimos mulher mais bela do que ela. A estrada em que ela está andando é [muito] luminosa. Agora ela surge, e ela e o homem que é o duplo de Cirdir tocam suas cabeças [...]. E aquela mulher e o homem que é o duplo de Cirdir se dão as mãos e seguem em direção ao leste por aquela estrada luminosa por onde a mulher veio. Essa estrada é muito luminosa, de fato. E naquela estrada, onde aquele homem que é o duplo de Cirdir e aquela mulher estão caminhando, agora um homem principesco aparece, sentado em um trono com ornamentos de ouro. Uma balança está diante dele, tal qual [um homem que] pesa".